# Vodní elektrárna Vrané
Vodní elektrárna Vrané nad Vltavou je vodní dílo na řece Vltavě. Elektrárna byla vybudována jako první na Vltavské kaskádě vodních děl. Proti vodě na ní navazuje vodní elektrárna Štěchovice. Horní pracovní hladinu zajišťuje vodní nádrž Vrané.

## Historie projektu a výstavby

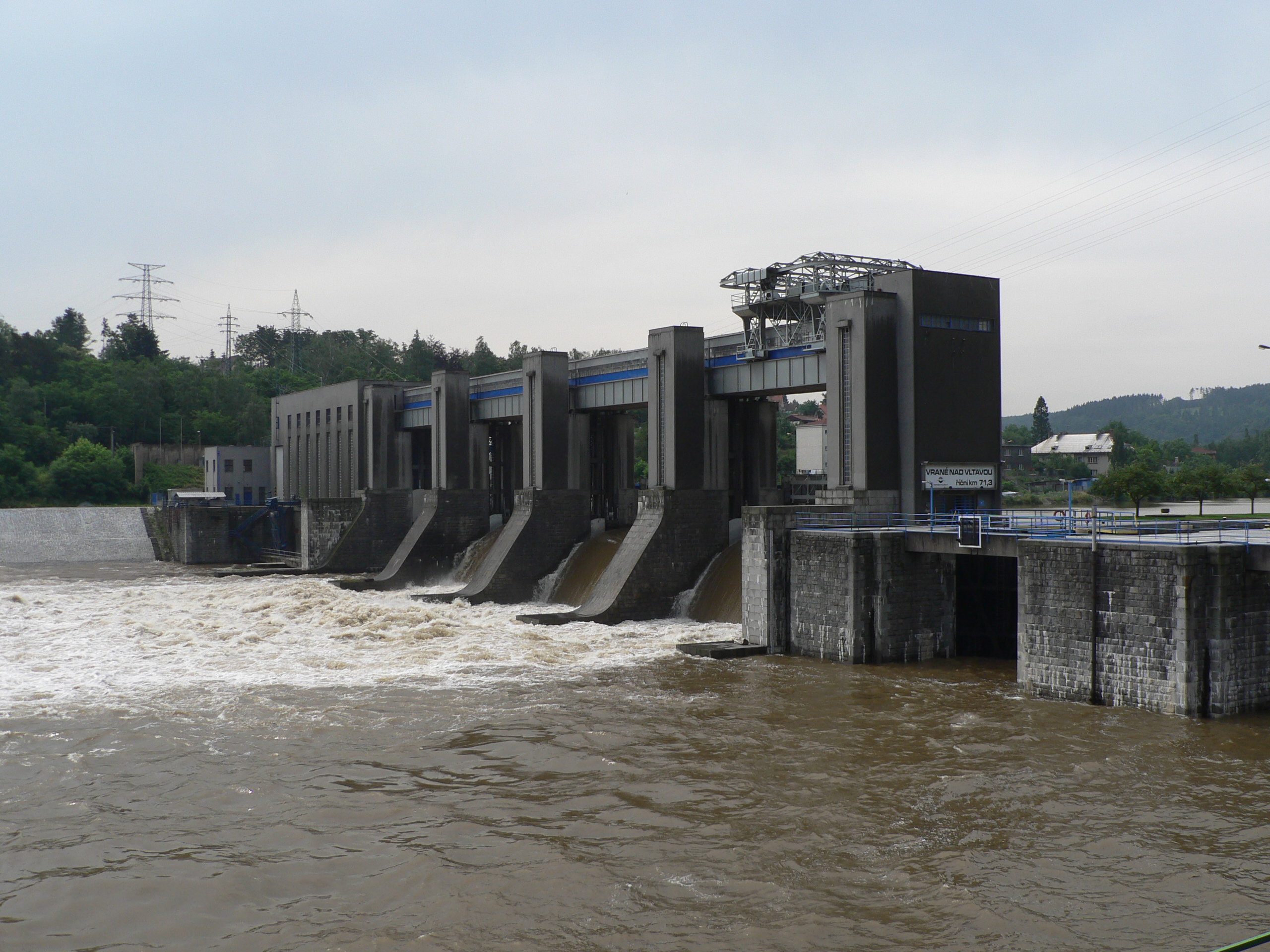
Přeliv všemi poli v létě 2006

Na samotném začátku 20. století byla stále živá představa o spojení Labe s Dunajem přes vltavskou vodní cestu. Požadavky na úpravu řeky Vltavy tak byly orientovány tímto směrem. První katastr vodních sil byl vypracován až v roce 1911 v rámci Studie vodocestné expozitury na splavnění a využití vodních sil. Třebaže přesný mapový podklad byl ještě nedostatečný, bylo na základně této zprávy vytvořeno množství návrhů, z nichž například návrh Ing. Radouše z roku 1911 počítal s vybudováním vysokých přehrad v okolí Svatojánských proudů a vyloučení lodní dopravy do střední Vltavy vůbec. Tento projekt zohledňoval pouze účel energetický. I přes celosvětový trend překotně rostoucí poptávky po vodní energii byl tento návrh považován za příliš radikální. Ve vodohospodářské studii pro vyrovnání odtoků z roku 1917, vypracované popudem Ředitelství vodních cest, byla stanovena možnost energetického využití řeky při zachování plné splavnosti. Od doby této zprávy se ve všech následujících projektech objevuje přehrazení na 84,3 říčním kilometru, tj. v místě pozdější Štěchovické elektrárny. V jednotlivých návrzích se objevují navrhované výšky hráze v tomto místě od 19 po 70 metrů. Přehrazení na nižším úseku, a to na 71,3 říčním kilometru je však ve všech návrzích podporováno zcela jednoznačně. Místo bylo dáno jednak hranicí dosažitelné splavnosti směrem od Prahy, jednak nutností zachovat nižší hladinu v úseku u Vraného s ohledem na pobřežní zástavbu a komunikace. Nadmořská výška maximálního vzdutí 200,5 metrů byla určena nutnou ochranou zástavby Štěchovic a příbřežních komunikací. Proto když v období hospodářské krize Ministerstvo veřejných prací rozhodlo o vytvoření pracovních sil na výstavbě vodního díla, bylo jednoznačně rozhodnuto o výstavbě právě u Vraného nad Vltavou.
Přípravné práce byly zahájeny koncem roku 1930. Podmínky nepřerušené plavby vedly k složitému zakládání stavby ve třech základních suchých jámách a k zajímkování dalších osmi stavebních ploch za použití osmi rozdílných typů a konstrukcí jímek. První stavební jáma byla vybudována pro založení plavebních komor. Druhá stavební jáma byla vybudována pro založení základů elektrárny a jednoho jezového pole. Třetí suchá jáma umožnila dobudování jezové části. U staveniště byla vybudována drtírna lomového kamene a dvě betonárky. Celkem bylo vytěženo 397 000 m3 kamene a uloženo 250 000 m3 betonu a zdiva. Na stavbě bylo pro výztuže i konstrukce použito 4000 t oceli.
Na straně nádrže byl zdvižen železniční most u Skochovic a silniční most v Davli. Byly zvýšeny a upraveny pobřežní i železniční komunikace podél Vltavy i Sázavy. V dolním úseku bylo v šířce 30 metrů probagrováno koryto do Jarova u Zbraslavi. Vytěžený materiál byl použit k nasypávce výpadových silnic na jih od Prahy.
V prosinci 1935 byl spuštěn jednoroční zkušební provoz elektrárny.
Vrchním investorem bylo Ministerstvo veřejných prací, přímým investorem a generálním zpracovatelem projektu Ředitelství pro stavbu vodních cest v Praze. Dodavatelem stavební části byla firma Ing. B. Hlava a Ing. B. Domanský. Hydrotechnické jednotky dodala Českomoravské strojírny, generátor dodaly Škodovy závody. Dodavateli dalších prací byly firmy Bratři Prášilové, Vítkovické horní a hutní těžířstvo, Křižík-Chaudoir, Tudor Varta a Mikrophona, Bratři Knotkové.

## Popis

### Základy
Údolní dno je kryto hrubými písčitými štěrky o mocnosti 10–13 metrů. Na pravém břehu je terasa z písčitých štěrků, na levém břehu balvanitá suť z algonkických hornin. Všechny objekty vodního díla jsou založeny do zdravé skály, minimálně 6 metrů pod její povrch. V celém údolním profilu byla provedena jednořadová injekční základová clona do hloubky průměrně 5 metrů při rozteči vrtů 1,5 metru.

### Elektrárna
Budova strojovny s montážním prostorem a rozvodnou je pokračováním jezové části směrem k pravému břehu. Transformátory jsou na volné plošině, vysunuté proti vodě. Strojovna a rozvodna jsou umístěny v železobetonové monolitické stavbě o půdorysu 51 × 11 metrů a výšce 18 metrů. Ve strojovně pracují dvě soustrojí s vertikálními Kaplanovými turbínami o hltnosti 90 m3/s, pracujících při optimálním spádu 10,5 metrů. Pracovní spádové rozmezí je 8–11 metrů. Turbíny o průměru 3500 mm se otáčí rychlostí 150 otáček za minutu. Alternátory o jmenovitém výkonu 9250 VA při účiníku 0,75 poskytují na svorkách výkon 6937,5 kW. Celkový stanovený výkon elektrárny je tak 13 875 kW. Alternátory pracují do jednotlivých bloků rozvodny 6,3 kV a odtud přes blokové transformátory do rozvodny 110 kV. Energie z elektrárny je vyvedena dvěma vývody do systému 110 kV.
Vtok do přítokového koryta je chráněn hrubými česlemi, navazujícími na předsunutý pilíř u jezového tělesa. Vlastní vtok je chráněn šikmo položeným jemnými česlemi, čištěnými čisticím zařízením. Následuje provizorní hrazení, představované dvěma ocelovými deskami. Za nimi následují rychlozávěrné tabule s těsněním proti vodě, ovládané olejovým servomotorem. Manipulaci s provizorním hrazením zajišťuje a demontáže a montáže rychlozávěrů obstarává portálový jeřáb o nosnosti 50 tun. K montážím a demontážím ve strojovně slouží podstropní mostový jeřáb o hmotnosti 80 tun. Voda z elektrárny je od vývaru oddělena 30 metrů dlouhou zdí.

### Jezová část
Stavební základ tvoří betonový práh, obložený žulovými kvádry, tři vnitřní pilíře o šířce 4,20 metrů a dva krajní pilíře, navazující na těleso elektrárny a plavební komory. Vznikají tak čtyři otvory o šířce 20 metrů, zahrazené dvěma ocelovými posuvnými stavidly do výše 9,7 m. Pilíře mají železobetonovou nástavbu se schodišti umístěnými vevnitř. Na návodné straně je upevněn mostový jeřáb zajišťující manipulaci se stavidly a hradidly provizorního hrazení. Propustnost zcela vyhrazeného jezu byla navržena k převodu průtoku 2800 m3/s, což je hodnota povodně ze září 1890.
Vývar o délce 18 metrů je ukončený stupňovitým prahem.

### Lodní propust
Plavební komory byly navrženy pro dopravní výkony 30. let s prognózou jejich růstu. U levého břehu je umístěna velká komora pro nákladní dopravu loděmi o výtlaku 1000 tun a pro přepravu vorů. Malá komora byla určena pro rychlou nákladní a osobní přepravu. Sportovní lodě jsou přepravovány vozíky podél levobřežní komunikace. Vjezd ke komorám je od jezového vývaru oddělen 70 metrů dlouhou zdí.

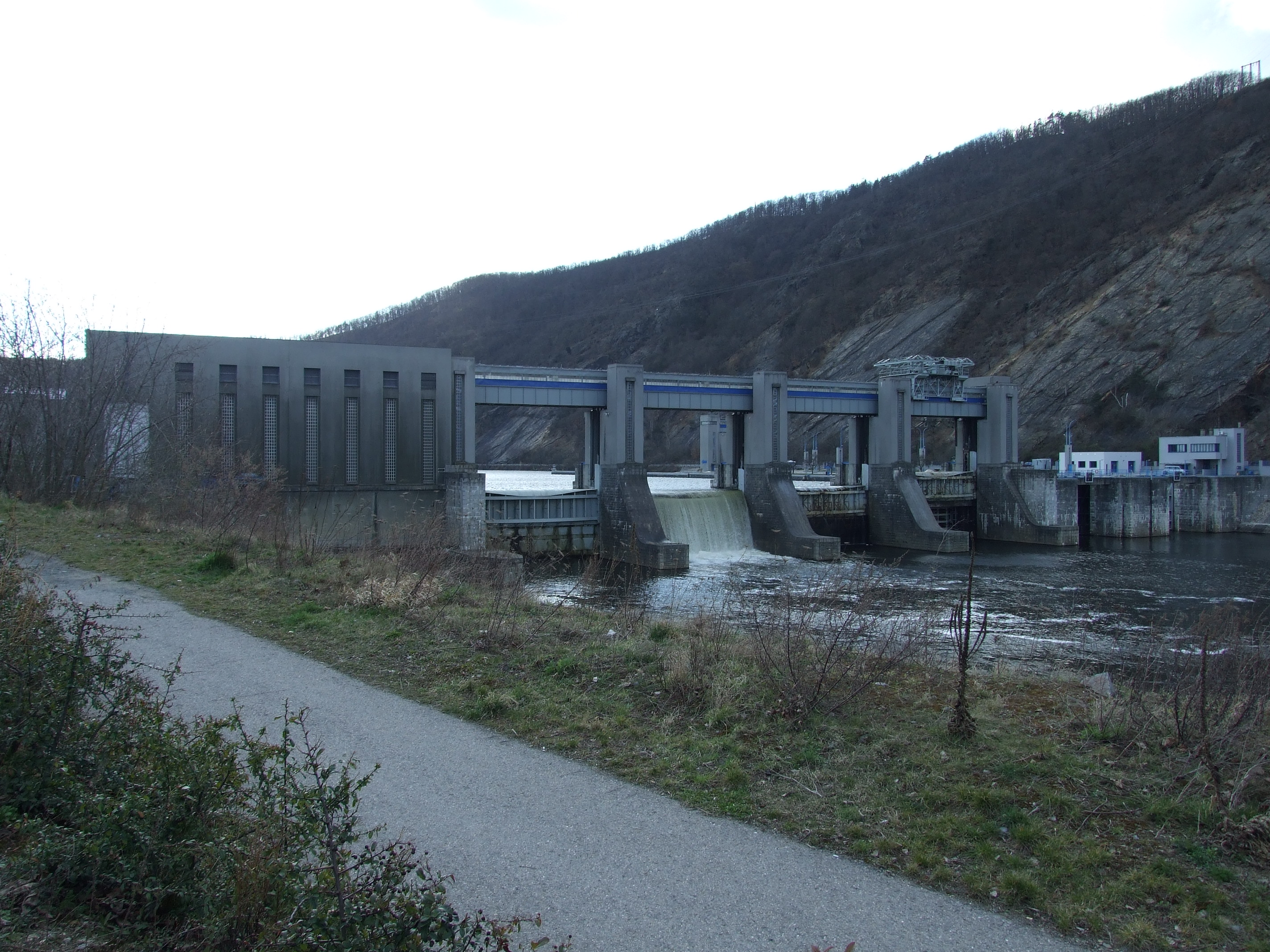
Přeliv jedním polem v březnu 2008
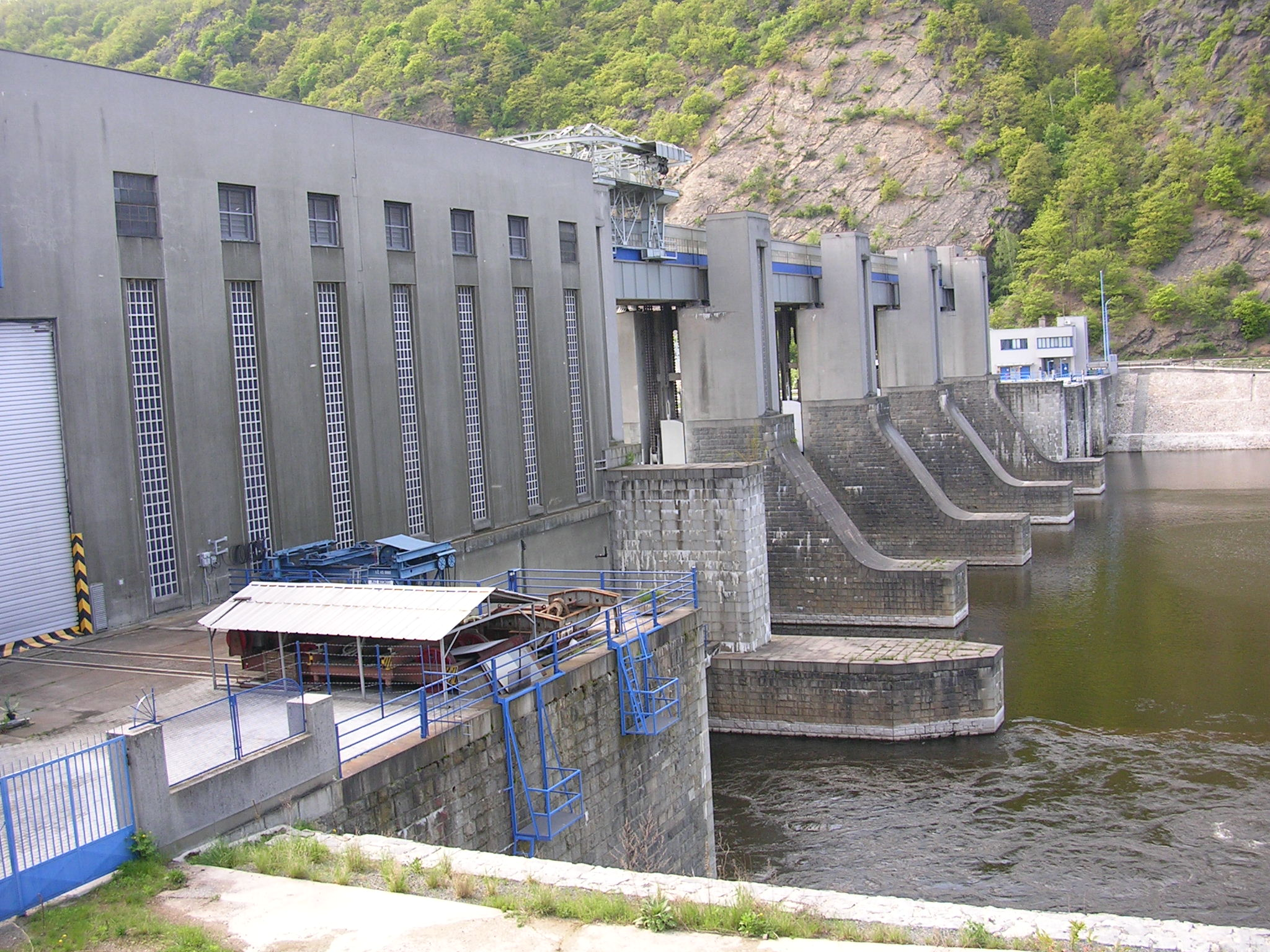
Detail elektrárny a jezových pilířů
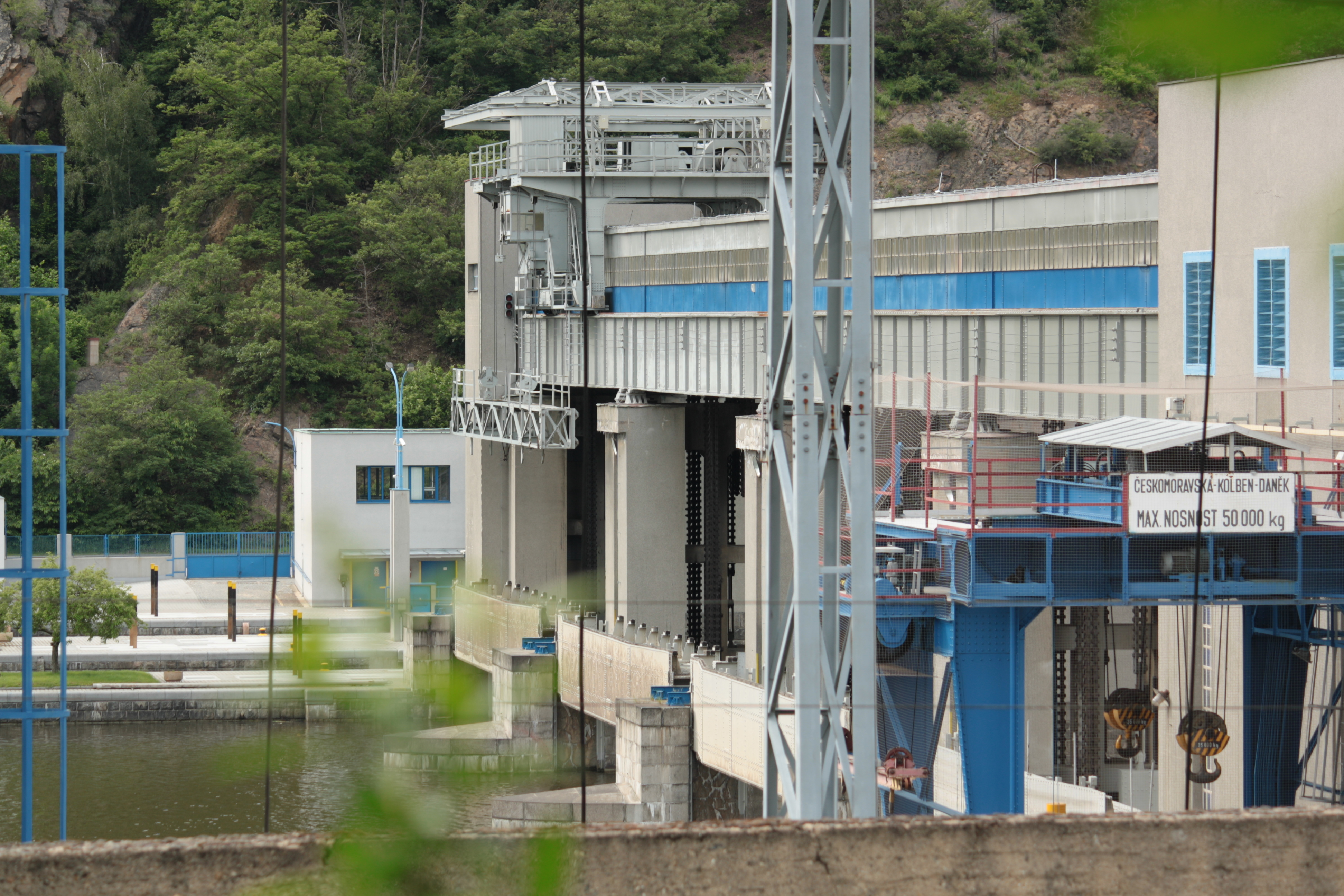
Detail návodní strany jezu
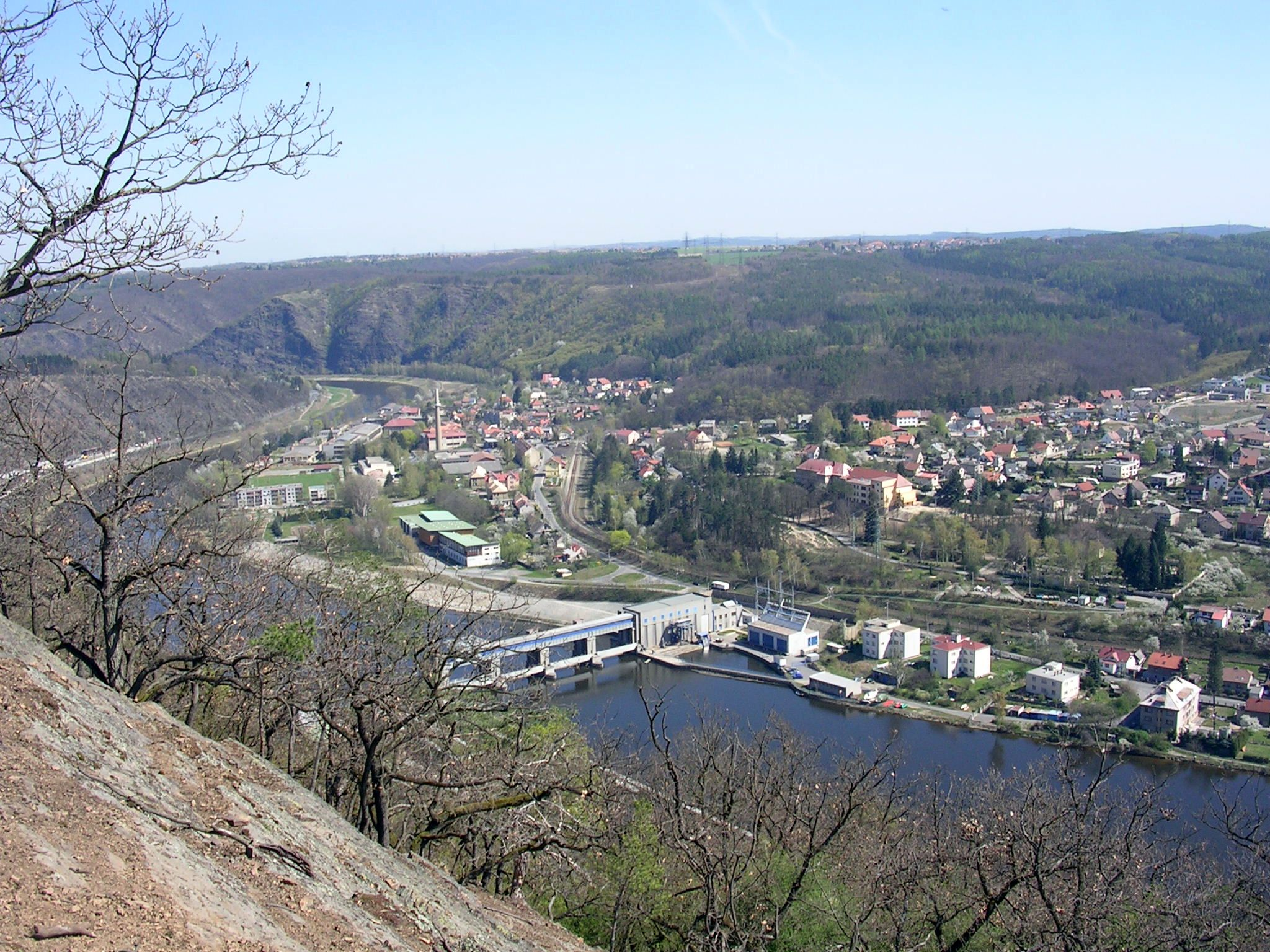
Panoráma
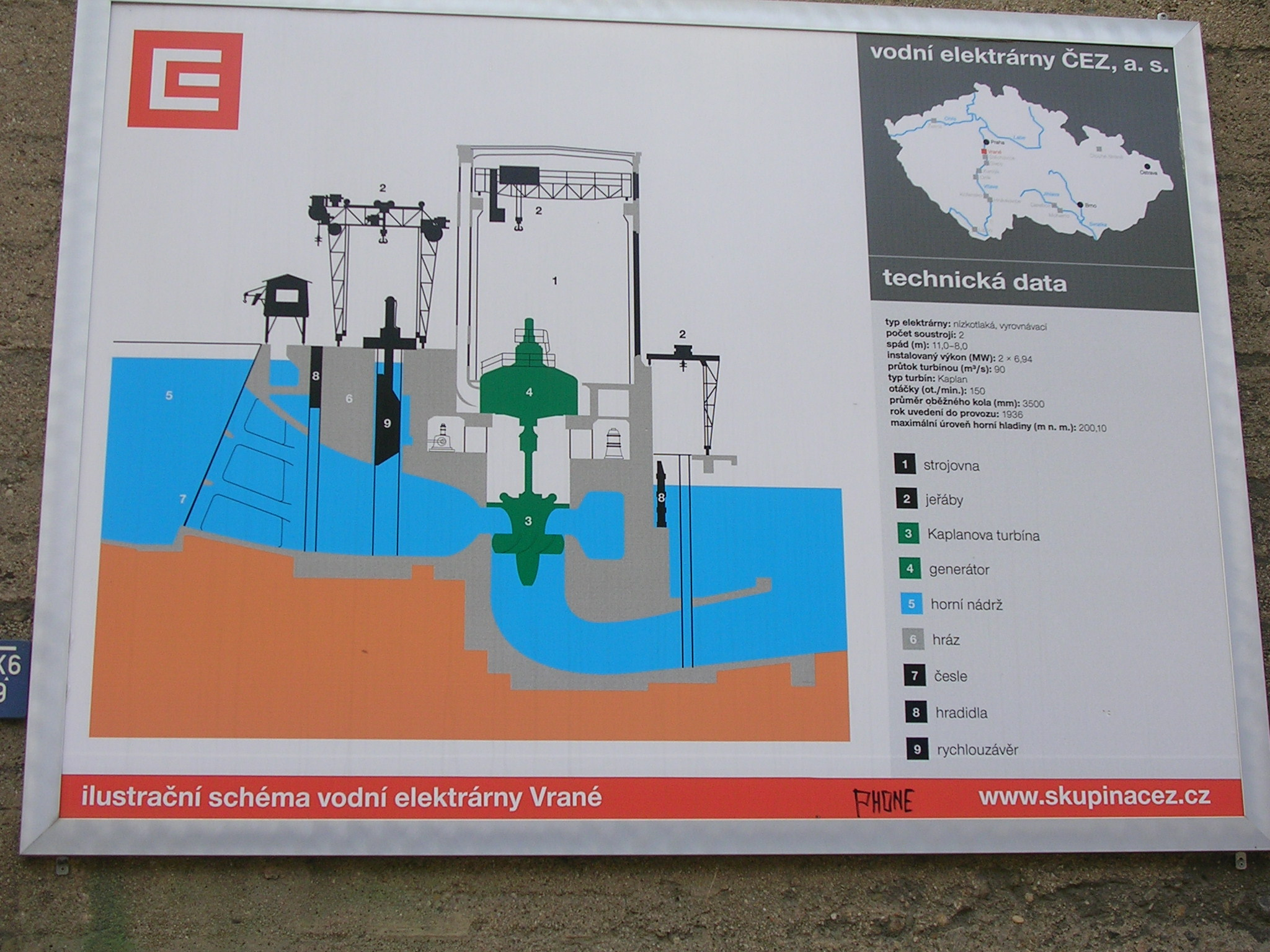
Informační tabule na budově elektrárny

## Provoz
Původní turbíny o hltnosti 75 m3/s přestaly po dostavbě vodních děl Slapy a Orlík vyhovovat novým průtokový poměrům. Možnými reakcemi na novou hydrologickou situaci mohla být instalace třetího soustrojí nebo výměna původních turbín za turbíny o větší hltnosti. V letech 1978–1980 byly nakonec původní turbíny zaměněny za nové o hltnosti 90 m3/s. Důsledkem vyšší účinnosti zpracování přírodního hydrodynamického výkonu bylo navýšení roční výroby. V letech 1958–1937 byla roční výroba 57 milionů kWh, dlouhodobá roční výroba je 60 milionů kWh, a to i po poklesu průtoku vyvolaném sníženým příspěvkem Sázavy vlivem odběru z vodního díla Želivka.
V srpnu 2002 překročila pětisetletá voda o průtoku téměř 4000 m3/s zhruba o třetinu propustnost jezu, stanovenou pro stoletou vodu a voda přelévala plavební komory. Dolní hladina se vyrovnala s horní hladinou. Zařízení vodního díla nebylo výrazně poškozeno a provoz elektrárny byl obnoven po opadu povodňové vlny.
V roce 2016 elektrárna Vrané nad Vltavou oslavila 80. výročí bezproblémového provozu.